# 선무원종공신녹권(이희급)
선무원종공신녹권(이희급)(宣武原從功臣錄券(李希伋))은 대한민국 경상남도 남해군 남해읍에 있는 조선시대의 공신녹권이다. 2017년 7월 20일 경상남도의 문화재자료 제637호로 지정되었다.

## 지정 사유
선무원종공신녹권은 선조 37년(1604) 6월에 18명의 正功臣 책봉 후 1년 뒤인 선조 38년(1605) 10월에 왕명에 의해 녹훈되었으며, 원종공신들에게는 공신도감의 목활자로 인출한 녹권이 1부씩 지급되었다. 당시 3등급으로 나누어 9,060명에게 녹권을 내려주었으나 현재까지 남아있는 자료는 그다지 많지 않으며 군수 이희급에게 내려진 공신녹권은 2등공신에게 내려진 녹권이다.

## 참고 문헌
- 선무원종공신녹권(이희급) - 국가유산청 국가유산포털